# Wendlandia brevituba
Wendlandia brevituba är en måreväxtart som beskrevs av Woon Young Chun, Foon Chew How och Wei Chiu Chen. Wendlandia brevituba ingår i släktet Wendlandia och familjen måreväxter. Inga underarter finns listade i Catalogue of Life.